# 합체이론
합체이론이란 저작권법상 아이디어-표현 이분론에 의해 아이디어가 오직 한 가지 방법으로만 효과적으로 표현될 수 있을 때 아이디어와 표현이 합체되어 있다고 보아 저작권을 보호대상에서 제외시키는 이론이다. 따라서 아이디어와 표현이 합체된 저작물의 복제행위는 아이디어의 복제이므로 저작권침해에 해당하지 않는다고 판단해야 한다는 것이다.